# Bồ cu vẽ nhỏ
Bồ cu vẽ nhỏ (danh pháp: Breynia subindochinensis) là một loài thực vật có hoa trong họ Diệp hạ châu. Loài này được Nguyễn Nghĩa Thìn mô tả khoa học đầu tiên năm 1995.